# Мензурка
Мерный стакан, мензурка, мерный цилиндр — вид мерной химической посуды, предназначенной для измерения объёмов жидкостей, как на налив, так и для последующего выливания в другую посуду. Цилиндры, мензурки и мерные стаканы бывают различной формы и объёмов, изготавливаются они из тех же материалов, что и остальная химическая посуда, главным образом — из стекла, пластиков и фарфора.
Следует отличать мерную посуду малой вместимости от аналогичной вместимости бюреток и пипеток, обеспечивающих более высокую, аналитическую точность измерения объёмов.

## Терминология
В России форма и размеры стеклянных лабораторных стаканов определены в ГОСТ 25336-82, мерные цилиндры и мензурки стандартизированы в ГОСТ 1770-74. Таким образом, термины лабораторный стакан, мерный цилиндр и мензурка зарезервированы за описанными в указанных ГОСТах сосудами, а нестандартные мерные сосуды могут именоваться, например, мерный стакан, мерная кружка, мерный цилиндр с ножкой, мерный цилиндр на выливание, мензурка на основании, мензурка с ножкой, мерная рюмка и т. п.

### Градуировка
Действующий ГОСТ 1770-74 определяет, что при производстве мерные цилиндры и мензурки градуируются только на наливание, но ГОСТ 8.234-2013 «Меры вместимости стеклянные. Методы поверки» в п. 9.4 фиксирует методы поверки мерной посуды на выливание. Посуда, произведённая по более ранним стандартам или зарубежными фирмами, может быть откалибрована как на наливание, так и на выливание. Разница калибровок вызвана тем, что при выливании часть жидкости смачивает стенки цилиндра и остаётся в нём.
Вследствие этого при использовании каждого конкретного образца мерной посуды для точных измерений необходимо отдельно выяснять, каким методом пользовались при калибровке, и, при необходимости, перепроверять градуировку.
Наливные мерные цилиндры могут быть использованы, когда важно значение объёма полученной жидкости, а не её последующее использование, например, в техническом анализе при определении фракционного состава нефтепродуктов по ГОСТ 2177-99.

## Мерный стакан
Согласно ГОСТ, химические стаканы номинальной вместимостью 100 мл и более (стандартизированы стаканы ёмкостью до 5000 мл) могут быть изготовлены со шкалой, обозначающей ориентировочную вместимость, в таком случае они называются мерными стаканами. Мерные стаканы ничем, кроме шкалы, не отличаются от обычных химических, являются тонкостенной посудой, и потому допускают нагревание. Используются они в тех случаях, когда нужно измерить объём жидкости весьма грубо, с точностью не лучше десятков миллилитров.

## Мензурка
Мензурки — мерные сосуды конической формы, на наружной поверхности которых, как и у мерных цилиндров, нанесены деления в см3 (мл). Из-за конической формы шкала мензурок неравномерная, отмеривание небольших объёмов жидкостей мензурками может быть произведено с большей точностью, чем объёмов, близких к предельной вместимости. Стандартом определены размеры мензурок ёмкостью от 50 до 1000 мл.
Нередко мензурки применяются для отстаивания мутных жидкостей, осадок собирается в нижней суженной её части. Толстые дно и стенки не допускают нагревания мензурок.

## Мерный цилиндр
Мерный цилиндр является мерным сосудом цилиндрической формы, высоким и узким, с равномерной шкалой и постоянной точностью измерений во всём диапазоне объёмов. По сравнению с мензурками и мерными стаканами, мерные цилиндры обладают большей точностью измерений, поскольку те же изменения объёма, отнесённые к малой площади поперечного сечения цилиндра, вызывают относительно большие изменения уровня жидкости. Изготавливаются цилиндры 1 (А) и 2 классов (В) точности, цена деления небольших цилиндров (на 5 мл) может составлять 0,1 мл. Для мерных цилиндров уже имеет значение явление теплового расширения, поэтому градуировка и измерения производятся при температуре 20 °С. Отсчёт производят по нижнему краю мениска, держа цилиндр вертикально и так высоко, чтобы глаз находился в плоскости поверхности жидкости.
Стандартизированы размеры мерных цилиндров объёмом от 5 до 2000 мл.
Мерные цилиндры весьма легко опрокидываются, поэтому их снабжают широким основанием, круглым или шестиугольным, которое повышает их устойчивость. Основание может быть сделано как заодно с цилиндром, так и съёмным. Цилиндры с шестиугольным основанием при опрокидывании не укатываются со стола и поэтому несколько реже бьются.
Цилиндры могут быть открытого исполнения с округлёнными краями и носиком, а могут быть снабжены конусом для пробки: корковой, резиновой, пластиковой или стеклянной пришлифованной. Для присоединения к сложной аппаратуре мерные цилиндры снабжаются взаимозаменяемыми шлифами.

## Примеры
- Лабораторные стаканы по ГОСТ 25336-82
- Мерные стаканы
- Эмалированная мерная кружка с внутренней разметкой
- Стеклянная мерная кружка
- Мензурка по ГОСТ 1770-74
- Мензурка на ножке
- Мензурка с ручкой
- Мерные цилиндры по ГОСТ 1770-74
- Мерный цилиндр из пластика
- Мерные цилиндры. Второй справа цилиндр градуирован и на выливание (левая шкала), и на наполнение (правая шкала)
- Мерный цилиндр, градуированный на выливание
- Мерный цилиндр, градуированный и на выливание (левая шкала), и на наполнение (правая шкала)